# Dasychira hypnota
Dasychira hypnota är en fjärilsart som beskrevs av Collenette 1960. Dasychira hypnota ingår i släktet Dasychira och familjen tofsspinnare. Inga underarter finns listade i Catalogue of Life.